# Baie Thibodeau
Pour les articles homonymes, voir Thibodeau.
La baie Thibodeau est un plan d'eau douce situé dans la partie centre Nord du réservoir Gouin, dans le territoire de la ville de La Tuque, dans la région administrative de la Mauricie, dans la province de Québec, au Canada.
Ce lac s’étend dans les cantons de Toussaint (partie Nord du lac) et de Lemay (partie Sud du lac).
Les activités récréotouristiques constituent la principale activité économique du secteur. La foresterie arrive en second. La navigation de plaisance est particulièrement populaire sur ce plan d’eau, notamment pour la pêche sportive.
Le bassin versant du baie Thibodeau est desservi du côté par des routes forestières secondaires reliées aux routes forestières R2046 et R1045 laquelle relie le village d’Obedjiwan.
La surface du baie Thibodeau est habituellement gelée de la mi-novembre à la fin avril, toutefois la circulation sécuritaire sur la glace se fait généralement du début décembre à la fin de mars. La gestion des eaux au barrage Gouin peut entrainer des variations significatives du niveau de l’eau particulièrement en fin de l’hiver où l’eau est abaissée.

## Géographie
Avant la fin de la construction du barrage La Loutre en 1916, créant ainsi le réservoir Gouin, la baie Thibodeau avait une dimension plus restreinte. Après le deuxième rehaussement des eaux en 1948 avec l’aménagement du barrage Gouin, la baie Thibodeau épousa sa forme actuelle.
Les principaux bassins versants voisins du baie Thibodeau sont :
- côté nord : lac Bourgeois (réservoir Gouin), ruisseau de la Rencontre, baie Aiapew, lac du Mâle (réservoir Gouin), baie Kanatakompeak ;
- côté est : lac Bourgeois (réservoir Gouin), lac Toussaint (réservoir Gouin), lac Marmette (réservoir Gouin), lac McSweeney, lac Magnan (réservoir Gouin) ;
- côté sud : lac Bureau (réservoir Gouin) (baie du nord), baie du Rocher-Matci ;
- côté ouest : lac du Mâle (réservoir Gouin), ruisseau Plamondon (réservoir Gouin), rivière Berthelot, rivière Pascagama.

D’une longueur de 16,3 km (sens Nord-Sud), la baie Thibodeau s’étire jusqu’au fond d’une baie étroite située dans la partie nord du lac (longueur de 1,6 km) dans le canton de Toussaint et à l’opposé (côté sud) jusqu’à un détroit connectant avec une baie de la rive est du lac du Mâle (réservoir Gouin).
Du côté ouest du lac Bourgeois (réservoir Gouin), un archipel délimite la baie Thibodeau avec le lac du Mâle (réservoir Gouin). La plus grande de ces îles comporte une longueur de 7,2 km et une largeur de 3,1 km ; elle chevauche les cantons de Toussaint et de Lemay. La baie Thibodeau est située du côté sud de cette île qui est située à 6,0 km à l’Ouest du centre du village de Obedjiwan. Le reste du côté ouest de la baie Thibodeau est limité par une série d’îles qui démarquent le lac du Mâle (réservoir Gouin).
La baie Thibodeau est délimitée du côté est par une presqu’île s’étirant sur 4,1 km vers le nord, laquelle est prolongée vers le nord par une île de 2,9 km (sens nord-sud). Du côté est, cette baie se déverse vers l’est par deux détroits dans le lac Bourgeois (réservoir Gouin) en contournant cette dernière île.
L’embouchure du baie Thibodeau est localisée au nord-est du Lac, soit à :
- 12,3 km au nord-est de la Passe Kaopatinak laquelle sépare en deux le lac du Mâle (réservoir Gouin) ;
- 7,9 km au sud-ouest du centre du village de Obedjiwan lequel est situé sur une presqu’île de la rive nord du réservoir Gouin ;
- 75,6 km à l’ouest du barrage Gouin ;
- 122,9 km au nord-ouest du centre du village de Wemotaci (rive nord de la rivière Saint-Maurice) ;
- 213 km au nord-ouest du centre-ville de La Tuque ;
- 315,4 km au nord-ouest de l’embouchure de la rivière Saint-Maurice (confluence avec le fleuve Saint-Laurent à Trois-Rivières)[1].

À partir de l’embouchure du baie Thibodeau, le courant coule sur 86,1 km jusqu’au barrage Gouin, selon les segments suivants :
- 9,5 km vers le nord en traversant le lac Bourgeois (réservoir Gouin), puis vers l’est en traversant le lac Toussaint jusqu’au Sud du village d’Obedjiwan ;
- 81,9 km vers l’est, en traversant notamment le lac Marmette, puis vers le sud-est en traversant notamment le lac Brochu (réservoir Gouin), puis vers l’Est en traversant la baie Kikendatch, jusqu’au barrage Gouin.

À partir de ce barrage, le courant emprunte la rivière Saint-Maurice jusqu’à Trois-Rivières où il se déverse sur la rive nord du fleuve Saint-Laurent.

## Toponymie
Le terme « Thibodeau » constitue un patronyme de famille d’origine française.
Le toponyme « Baie Thibodeau » a été officialisé le 18 décembre 1986 par la Commission de toponymie du Québec.